# Земо-Орозмани
Земо-Орозмани (груз. ზემო ოროზმანი, азерб. Yuxarı Oruzman) — село в подчинении сельской административно-территориальной единицы Квемо-Орозмани, Дманисского муниципалитета, края Квемо-Картли республики Грузия со 100 %-ным азербайджанским населением. Находится в юго-восточной части Грузии, на территории исторической области Борчалы.

## История
Село Земо-Орозмани некогда составляло единое целое с селом Квемо-Орозмани, под единым названием Орозмани. Но в дальнейшем, по мере возрастания численности населения, село было разделено на две части, верхнюю и нижнюю. Первая перепись населения в селе была проведена в 1701 году.
В некоторых исторических документах село упоминается под названием Айдемирли (азерб. Aydəmirli), по имени рода Айдемирли, проживающего в селе и по наши дни.

### Топоним
В исторических документах 1536 года можно встретить топоним Ормозан, который связывают с именем Сына Оруза из тюркского племени Огузов.
Топоним села Земо-Орозмани (азерб. «Yuxarı Oruzman») в переводе с азербайджанского и грузинского языков на русский язык означает «Верхний Орузман».

## География
Село расположено на правом берегу реки Машавер, в 4 км к югу от районного центра Дманиси, на высоте 1220 метров от уровня моря.
Граничит с городом Дманиси, селами Квемо-Орозмани, Мтисдзири, Ваке, Безакло, Амамло, Джавахи, Тнуси, Далари, Пантиани, Сафарло (Лаклакашени), Мамишло (Вардзагара), Ангревани, Шахмарло, Иакубло, Камарло, Гантиади,  Шиндилиари, Цителсакдари, Бослеби, Каклиани, Земо-Безакло, Сакире и Гора Дманисского Муниципалитета.

## Население
По данным Государственного статистического комитета Грузии, согласно официальной переписи 2002 года, численность населения села Земо-Орозмани составляет 901 человек и на 100 % состоит из азербайджанцев.
В селе издревле проживают представители нескольких родов, среди которых можно отметить род Айдемирли, Бозэрлер, Усуфойю, Гарасойунляр, Хаджиойу, Дуларвадлар, Оруджойу, Хатамлиляр и др.

## Экономика
Население в основном занимается овцеводством, скотоводством и овощеводством.

## Достопримечательности
- Средняя школа - построена в 1922 году.[7]

## Известные уроженцы
- Намаз Гумметоглу - народный поэт;[7]
- Селим Мусаев - член-корреспондент Азербайджанской Национальной Академии Наук;[7]
- Сирадж Мамедов - учёный;[7]

### Участники Великой Отечественной войны
Село Земо-Орозмани известно также своими уроженцами, участниками Великой Отечественной войны:
| - Гамидов Ахмед Гаджиевич - участник ВОВ, погиб 13 мая 1944 года. - Курбанов Гумбат Курбан оглы - участник ВОВ, погиб в апреле 1942 года. - Курбанов Магамед Курбан оглы - участник ВОВ, погиб в 1942 году. - Мустафаев Али Юсуб оглы - участник ВОВ, погиб в марте 1942 года. - Мамедов Ахмед Сары оглы - участник ВОВ, погиб в августе 1941 года. - Умбатов Ильяс Умбат оглы - участник ВОВ, погиб 4 февраля 1943 года. - Сулейманов Исмайыл Алы оглы - ветеран ВОВ. - Сулейманов Оруч Алы оглы - ветеран ВОВ. - Сулейманов Мостеил Алы оглы - ветеран ВОВ. - Халилов Паша Аллахвердиевич - участник ВОВ, погиб 20 апреля 1945 года. - Исмаилов Идрис Тшилат оглы - участник ВОВ, погиб 5 декабря 1941 года. |

- Искандаров Ахмед Надир оглы - ветеран ВОВ.